# Église Saint-Antoine de Viareggio
Pour les articles homonymes, voir Église Saint-Antoine.
L'église Saint-Antoine (en italien : chiesa di Sant'Antonio) située à Viareggio est une église catholique en Toscane, en Italie. Elle est le siège de la paroisse de Viareggio. L'église a été consacrée en 1950.
L'église d'origine a été construite entre 1624 et 1638, peu de temps après la construction du premier édifice de culte de la ville, l'église San Pietro, construite en 1560. Détruite par un bombardement en 1944, elle a été reconstruite dans sa forme actuelle vers 1950, date à laquelle elle est rouverte au culte.